# Turmhügel Happerg
Der Turmhügel Happerg ist eine abgegangene Höhenburg auf 702 m ü. NHN 200 m nördlich der Kapelle St. Maria Magdalena in Happerg, einem Gemeindeteil der Gemeinde Eurasburg im Landkreis Bad Tölz-Wolfratshausen in Bayern. Er wird als Bodendenkmal unter der Aktennummer D-1-8134-0004 als „Burgstall des hohen Mittelalters (‚Happerg‘)“ geführt.

## Beschreibung
Die in etwa runde Anlage besitzt eine  Breite von 60 m in Ost-West-Richtung und eine Länge von 65 m in Nord-Süd-Richtung. Sie liegt im Südteil des kleinen Kellerwaldes. Auf ihrer Südseite ist die Anlage durch einen alten Steinbruch im Randbereich angegriffen. Unmittelbar im Süden schließt ein weiteres Bodendenkmal D-1-8134-0005 mit der Bezeichnung „Tuffplatten- und Körpergräber des frühen Mittelalters“ an.